# El concurso del año
El concurso del año és un concurs de televisió espanyol presentat per Dani Martínez. El programa s'emet de dilluns a divendres a les 13:25 hores, des del 27 d'agost de 2018 a la Cuatro.
El concurs de l'any és l'adaptació del concurs francès Guess My Age: Saurez-vous deviner mon âge? En cada episodi, una parella de concursants (amics, parents, companys de treball, etc.) competeixen per guanyar un premi de 50.000 euros. Per això han d'endevinar l'edat exacta de set persones anònimes. En la primera fase del concurs, els participants reben sis indicacions sobre l'edat de cada desconegut.
- La cançó: una peça musical llançada en l'any de naixement del desconegut.
- L'esdeveniment: un fet ocorregut en l'any de naixement del desconegut.
- La foto personal: una fotografia del passat del desconegut.
- La dada familiar: una dada sobre la vida del desconegut, relacionada amb l'edat que té, l'any en què va néixer o un període precís de la seva vida.
- El famós: una persona famosa nascuda en el mateix any que el desconegut.
- El zoom: en el qual els concursants tenen l'oportunitat d'examinar més a fons el desconegut.

## Format
Inicialment, els competidors han de fer una estimació provisional sobre l'edat del desconegut. Després, una vegada escoltat les indicacions, els jugadors han de decidir en 15 segons si confirmen o canvien l'edat estimat anteriorment. Si la parella endevina l'edat correcte del desconegut, rep el premi. Si no, és penalitzat per cada any de diferència entre l'estimació i l'edat real: de 500€ per any per al primer desconegut fins a 3.000€ de penalització per al sisè.
Ja a la ronda final, els competidors, per guanyar el premi acumulat fins aleshores, han d'endevinar l'edat del setè desconegut, que és el més misteriós i enigmàtic. Els jugadors, per tenir èxit en endevinar l'edat exacta, poden descartar dues de les sis indicacions disponibles en quatre intents. A més, per cada intent, es revelarà una de les indicacions triades a l'atzar. Per cada error, el premi obtingut a la primera fase del joc es divideix per dos. Si en el quart intent dels competidors no endevinen l'edat, no guanyen res.
A més, en el concurs participen també els desconeguts, que poden guanyar un premi de 500 €, si aconsegueixen despistar els concursants en més de deu anys de diferència entre l'aposta i la realitat.